# Skansen Station
Skansen Station (Skansen stasjon) er en jernbanestation på Dovrebanen, der ligger i bydelen Ila i Trondheim i Norge. Stationen består af nogle få spor, en perron og en tidligere stationsbygning af træ. Stationen ligger lige ved Skansenbrua, der fører banen over Vestre kanalhavn til den kunstige ø Brattøra, hvor Trondheim Centralstation ligger.
Stationen er den eneste i Trondheim, der betjenes af byens sporvej, Gråkallbanen, der har stoppested ca. 50 m derfra. Stoppestedet stammer fra den nu nedlagte Ilalinjen, der var den første sporvej, der blev bygget i Trondheim i 1893. Stationen betjenes desuden af busser fra Sør-Trøndelags trafikselskab AtB.
Stationen åbnede som holdeplads 15. juni 1893. Oprindeligt hed den Skandsen, men navnet blev ændret til Skansen i april 1921. Den blev opgraderet til station 30. maj 1909 men nedgraderet til trinbræt 1. marts 1961.